# Uno Larsson
Uno Larsson (født 13. maj 1942 i København, død 31. juli 2024 i Randers) var en dansk politiker, som repræsenterede Dansk Folkeparti i Folketinget fra 2001-2005, valgt i Århus Amtskreds. Fra 1997 til 2001 var han tillige medlem af Randers Byråd. Ud over sine politiske hverv fandt Uno Larsson også tid til at optræde både som professionel og amatørmusiker (tromme).
Uno Larsson var søn af smed John Alfred Larsson og hustru Karen Larsson. Han gik på Sundbyvester Skole 1949-1956, blev uddannet som automekaniker, Søborg, 1956-60. Herefter selvstændig 1960-64, repræsentant 1964-68 og selvstændig 1968-71. Uno arbejdede i udlandet 1971-75, og igen som selvstændig 1975-92. Han var på overgangsydelse 1992-97.

## Hverv
Medlem af Energi Randers' bestyrelse 1997-99 og af Teknisk Udvalg 1999-2001. Medlem af bestyrelsen for Randers Havn 1997-2001 og af Randers Atlet Clubs bestyrelse 1997. Medlem af Amtsbestyrelsen for Dansk Folkeparti fra 1997 og formand i lokalforeningen 1996-98. Medlem af Dansk Folkepartis hovedbestyrelse 1998-99. Partiets folketingskandidat i Randerskredsen fra 1997-2001.

## Dagbødesagen
»Når man færdes i Polen føler man – undskyld udtrykket – at 80 procent af kvinderne er ludere.« udtalte Uno Larsen på et EU-valgmøde i Randers, marts 1998. Uno Larsson blev efterfølgende idømt 10 dagbøder à 200 kroner, for to gange at have udtalt dette på et vælgermøde på Handelsskolen i Randers.